# Rob Morrow
Rob Morrow (New Rochelle, New York, 21. rujna 1962.) američki je glumac, najpoznatiji po ulogama dr. Joela Fleischmana u TV seriji Život na sjeveru i agenta Dona Eppsa u TV seriji Zakon brojeva.
Ostale zapažene uloge su mu u filmovima Kviz (Quiz Show, 1994.), Odlazak u smrt (Last Dance, 1996.), kao i Maze (2000.), o slikaru koji boluje od Tourettovog sindroma, a film je Morrow sam režirao i producirao.
Od 2005. do 2010. glumio je agenta FBI-ja Dona Eppsa u TV seriji Zakon brojeva (Numb3rs). Nakon posljednje, šeste sezone serije, Morrow je angažiran za ulogu odvjetnika Jimmyja Brogana u novoj seriji The Whole Truth.
S glumicom Debbon Ayer ima kćer Tu Simone.

## Vanjske poveznice
- Službena stranica  Arhivirana inačica izvorne stranice od 9. veljače 2010. (Wayback Machine)
- Rob Morrow u internetskoj bazi filmova IMDb-u (engl.)
- Rob Morrow na Moosechick Notes: arhiva "Života na sjeveru"
- Intervju s Robom  Arhivirana inačica izvorne stranice od 30. travnja 2009. (Wayback Machine)